# Jack Radcliffe
Jack Radcliffe, seudónimo de Frank Martini (Staten Island, 5 de julio de 1960), es un actor porno gay y modelo fotográfico estadounidense. Ha aparecido en películas destinadas específicamente al sector de la comunidad gay conocido como comunidad de los osos, donde es considerado un icono sexual.

## Biografía
Salió del armario en 1983, poco después de terminar sus estudios. Su primera aparición desnudo como modelo fotográfico fue en 1989 en la revista Bear (número 9), y su primera aparición en una película fue ese mismo año. 
Hasta la fecha, Radcliffe ha intervenido en once películas pornográficas osunas, bear, principalmente en la última y la primera década de los siglos XX y XXI. También ha aparecido como modelo en revistas dirigidas a la comunidad de los osos, habiendo sido el modelo que más veces ha aparecido en la portada de la historia de la revista Bear.

## Filmografía
| Año  | Título                          |
| ---- | ------------------------------- |
| 1989 | Original Bear 3 - Uncut Footage |
| 1996 | Classic Bear                    |
| 1996 | Bear Sex Party                  |
| 1997 | Bear Palm Spring Vacation       |
| 1997 | Leather Bears at Play           |
| 1999 | Big Bear Trucking Co. 1         |
| 2000 | Big Bear Trucking Co. 2         |
| 2003 | Hard Mechanics                  |
| 2005 | Erotic Spotlight Series 1       |
| 2006 | Erotic Spotlight Series 3       |
| 2008 | Massive Muscle Bears            |